# Kentarō Miura
Pour les articles homonymes, voir Miura (homonymie).
三浦 建太郎
Œuvres principales
- Berserk
- Gigantomachia
- Japan
- Oh-roh
- Oh-roh-Den

Kentarō Miura (三浦 建太郎, Miura Kentarō), né le 11 juillet 1966 à Chiba (Japon) et mort le 6 mai 2021, est un dessinateur et scénariste japonais de mangas. Il est notamment connu pour être l'auteur de la série médiévale-fantastique Berserk, qu'il dessine durant 32 ans et qui connaît un succès mondial,.
Il a également collaboré avec le scénariste Buronson pour créer les trois mangas Oh-roh (王狼, Ō-rō, litt. « Le roi des loups »), Oh-roh-Den (王狼伝, Ō-rō den) et Japan (ジャパン). L'auteur travaille en 2013 sur un one shot en sept chapitres, Gigantomachia, publié dans le magazine Young Animal,. Il est également à l'origine du character design de la mascotte du logiciel de synthèse vocale Gakupo Kamui.  

## Biographie

### Enfance et débuts
Né le 11 juillet 1966 à Chiba, dans la région du Kantō, au Japon, Kentarō Miura est le fils d’un dessinateur de storyboards publicitaires et d’une professeure d’arts plastiques. Kentarō Miura griffonne ses premières créations en maternelle avant de se lancer dans son premier manga dès l’âge de 10 ans, Miuranger, à l’école primaire. Celui-ci sera publié dans son école, à l’intention de ses camarades de classe, et compta tout de même plus de quarante volumes.
En 1977, il commence son deuxième manga, Ken e no Michi (剣への道, litt. « Le chemin de l'épée »), dans lequel il utilise l'encre de Chine pour la première fois. En 1979, alors au collège, sa technique de dessin s'améliore considérablement. Sur ses carnets de croquis apparaissent déjà des prototypes de Guts, futur protagoniste de Berserk. A ce moment, le trait de Miura doit beaucoup à l’influence du mangaka Gō Nagai, dont les publications ont dominé les années 1970. En 1982, Kentarō Miura est au lycée et décide de s'inscrire dans un programme d'études artistiques, où lui et ses camarades de classe commencent à publier leurs œuvres dans des livrets scolaires. C'est à ce moment-là qu'il se lie d'amitié avec Kōji Mori, aujourd'hui mangaka. Ils ont tous deux co-écrit un dōjinshi de science-fiction qui a été envoyé au magazine Weekly Shōnen Sunday.
À l'âge de 18 ans, Kentarō Miura travaille brièvement comme assistant pour George Morikawa, mangaka connu mondialement pour son œuvre intitulé Ippo (はじめの一歩, Hajime no Ippo). Ce dernier, qui reconnaît rapidement le haut niveau artistique de Kentarō Miura, le renvoie néanmoins disant qu'il n'y avait rien qu'il puisse enseigner que Kentarō Miura ne savait déjà. À ce moment-là, Kentarō Miura avait déjà un guerrier sombre avec une épée gigantesque illustrée dans son portfolio,.

### Carrière en tant que mangaka
En 1985, Kentarō Miura fait une demande pour entrer à l'université Nihon, une université privée située à Chiyoda, dans la région du Kantō. Il soumet à cette occasion un court projet intitulé Futatabi (再び, litt. « Une fois de plus ») pour examen et est admis. Un autre projet appelé NOA, est publié dans le Fresh Magazine la même année. En 1988, alors qu'il travaille pour Buronson sur un projet intitulé Oh-roh (王狼, Ō-rō, litt. « Le roi des loups »), Kentarō Miura publie le prototype de Berserk dans le Monthly ComiComi de Hakusensha. Il remporte pour l'occasion le prix Comi Manga.
En 1990, une suite de Oh-roh (王狼, Ō-rō, litt. « Le roi des loups ») intitulée Oh-roh-Den (王狼伝, Ō-rō den) est publié dans le même magazine. En 1992, le Monthly Animal House est rebaptisé Young Animal. La même année, Kentarō Miura collabore avec Buronson sur le manga Japan (ジャパン) qui a également été publié dans Young Animal. En 1997, Kentarō Miura supervise la production d'une adaptation animée de vingt-cinq épisodes de Berserk produite par le studio OLM et diffusée la même année sur Nippon TV. En 2002, il reçoit le prix d'excellence du Prix culturel Osamu Tezuka pour Berserk. 
En 2013, Kentarō Miura prend une pause d'une année sur le manga Berserk pour changer son style de dessin et passer au numérique. Il s'entraine alors sur une one-shot et publie le manga Gigantomachia (ギガントマキア, Gigantomakhia).

### Mort et réactions
Le 20 mai 2021, l'équipe du magazine Young Animal annonce le décès de Kentarō Miura : « Nous sommes dans une profonde tristesse en apprenant ce décès si soudain. Nous n'avons pas les mots pour décrire cette réalité difficile à accepter. Quand il nous rencontrait, il parlait de ses mangas, animés, films préférés avec le sourire. Nous ne l'avons jamais vu en colère... Il était comme un adolescent toujours heureux. Chers lecteurs, chers partenaires, nous vous invitons à imaginer avec nous ce sourire radieux, pour qu'il puisse reposer en paix ». C'est sa maison d'édition Hakusensha qui précise la cause de sa mort sur le réseau social Twitter : « Kentarō Miura s'est éteint le 6 mai dernier, victime d'une dissection aortique aiguë »,.
En 2019, il expliquait à l'éditeur français Glénat sa peur de ne pas pouvoir terminer la série Berserk avant de mourir : « À l’époque où j’ai commencé la série, je m’occupais moins de sa fin que de raconter une histoire qui, de toute façon, se terminerait tôt ou tard. Mais aujourd’hui, j’ai pris conscience que la vie n’est pas éternelle, c’est en prenant soin de ma santé que je tente de boucler la série ». Berserk, écoulé à plus de cinquante millions d’exemplaires dans le monde depuis sa création en 1989, reste donc inachevé à ce jour,.
La mort de Kentaro Miura est régulièrement évoquée comme un cas de karōshi, ou mort par épuisement au travail.

## Influences
Kentarō Miura a déclaré que le travail qui a eu le plus d'impact sur lui-même était le manga Ken le Survivant (北斗の拳, Hokuto no Ken) de Buronson et Tetsuo Hara. Il a également cité comme influences le manga Violence Jack (バイオレンス ジャック, Baiorensu Jakku) de Gō Nagai, la série de nouvelles d'heroic fantasy Guin Saga (グイン・サーガ, Guin Sāga) de Kaoru Kurimoto, les contes de Grimm, les films de Paul Verhoeven et de Sam Raimi, la série de films d'horreur Hellraiser, le film Le Nom de la rose, la série télévisée Highlander et les films de Walt Disney Pictures ainsi que les différentes œuvres de Jérôme Bosch, Maurits Cornelis Escher, Gustave Doré ou encore Pieter Brueghel l'Ancien.

## Berserk, un creuset d'inspiration
Établi comme l'un des mangas les plus vendus de tous les temps avec plus de cinquante millions d’exemplaires écoulés, la série Berserk de Kentarō Miura a eu un impact dans le milieu des mangas et même au-delà. La journaliste Jade King déclare à ce sujet : « Il est difficile d'établir l'énorme impact que son travail a eu sur le monde des jeux vidéo, des mangas, des films, des anime et même de la littérature ». L'image du personnage de Guts et de son épée massive servira de modèle à des personnages inspirants comme Cloud Strife de Final Fantasy VII et Dante de la série Devil May Cry. Les créateurs de jeux vidéo Hideaki Itsuno et Hiroyuki Kobayashi sont fans de Berserk. En 2019, lors d'une conférence de la Game Developers Conference (GDC), Hideaki Itsuno a déclaré que le ton et le style de Devil May Cry 5 étaient inspirés de Berserk.
La série de jeux vidéos à succès Dark Souls, édités par FromSoftware et crées par Hidetaka Miyazaki, ont été également fortement inspirés par le manga Berserk, comme l'a révélé Miyazaki lors d'une déclaration. Par ailleurs, ces jeux contiennent des pièces d'armures et armes très semblables à celles que portaient Guts (personnage principal de Berserk) un possible hommage à la série, tout comme Elden Ring, successeur spirituel des Dark Souls, possède ce genre d'armure et arme dans le jeu.
De nombreux auteurs ont cité Kentarō Miura et Berserk comme influences et notamment Kazue Katō, l'auteur de Blue Exorcist. On peut également citer le romancier Ryōgo Narita et la mangaka Yana Toboso connue pour Black Butler.

## Œuvres

### Séries
- 1976 : Miuranger.
- 1977 : Ken e no Michi (剣への道?, litt. « Le chemin de l'épée »).
- 1989–2021 : Berserk (ベルセルク, Beruseruku?). Publié dans le Monthly Animal House (1989–1992) puis dans le Young Animal (1992–2021) de Hakusensha.
- 2019–2021 : Duranki[27]. Publié dans le Young Animal Zero de Hakusensha.

### One shots
- 1985 : Futatabi (再び?, litt. « Une fois de plus »), one shot déposé pour son admission à l'université Nihon. Publié dans le Weekly Shōnen Magazine de Kōdansha.
- 1985 : NOA, one shot. Publié dans le Fresh Magazine de Kōdansha.
- 1988 : Berserk Prototype, one shot ayant servi d'introduction à la série Berserk (ベルセルク, Beruseruku?). Publié dans le Monthly ComiComi de Hakusensha.
- 1989 : Oh-roh (王狼, Ō-rō?, litt. « Le roi des loups »), one shot. Publié dans le Monthly Animal House de Hakusensha.
- 1990 : Oh-roh-Den (王狼伝, Ō-rō den?), one shot. Publié dans le Monthly Animal House de Hakusensha.
- 1992 : Japan (ジャパン?), one shot. Publié dans le Young Animal de Hakusensha.
- 2013 : Gigantomachia (ギガントマキア, Gigantomakhia?), one shot. Publié dans le Young Animal de Hakusensha.

### Artbook
- 1996 : Berserk Illustration Files (ベルセルクイラストブック?), artbook. Publié par Hakusensha.

## Récompenses
- 1988 : Prix Comi Manga avec son prototype de Berserk (ベルセルク, Beruseruku?)[7].
- 2002 : Prix d'excellence du Prix culturel Osamu Tezuka.